# Viktor Mamatov
Viktor Fyodorovich Mamatov, né le 21 juillet 1937 à Belovo (RSFS de Russie, URSS) et mort le 27 octobre 2023, est un biathlète soviétique.
Après son premier titre de champion du monde obtenu sur l'individuel en 1967, il devient double champion olympique de relais en 1968 et 1972.

## Biographie
Pour ses débuts internationaux en 1967, Viktor Mamatov devient champion du monde de l'individuel et remporte la médaille d'argent au relais.
Aux Jeux olympiques d'hiver de 1968, où il est le porte-drapeau soviétique, il gagne le titre sur le relais, tout comme aux Jeux de Sapporo en 1972. Il est aussi à chaque fois septième de l'individuel. Entre-temps, il ajoute trois titres mondiaux en relais à sa collection, ainsi qu'une médaille de bronze sur l'individuel aux Championnats du monde 1970.
Après sa carrière sportive, il devient rapidement l'entraîneur de l'équipe soviétique. Il est aussi le dernier président de la Fédération soviétique de biathlon.

## Palmarès

### Jeux olympiques
- Jeux olympiques d'hiver de 1968 à Grenoble :
  -  Médaille d'or en relais.
- Jeux olympiques d'hiver de 1972 à Sapporo :
  -  Médaille d'or en relais.

### Championnats du monde
- Mondiaux 1967 à Altenberg :
  -  Médaille d'or à l'individuel.
  -  Médaille d'argent en relais.
- Mondiaux 1969 à Zakopane :
  -  Médaille d'or en relais.
- Mondiaux 1970 à Östersund :
  -  Médaille d'or en relais.
  -  Médaille de bronze à l'individuel.
- Mondiaux 1971 à Hämeenlinna :
  -  Médaille d'or en relais.

## Distinctions
Viktor Mamatov reçoit les distinctions suivantes : 
- Ordre du Mérite pour la Patrie - 4e classe
- Médaille pour le Mérite au Travail
- Entraîneur émérite de l'URSS
- Médaille de distingué du travail
- Ordre du Drapeau rouge du Travail
- Ordre de l'Amitié des peuples
- Maître émérite du sport de l'URSS